# Red Lipstick
«Red Lipstick» es una canción de la cantante barbadense Rihanna, perteneciente a la edición de lujo de su sexto álbum de estudio Talk That Talk (2011). Terius Nash, Rihanna y Will Kennard y Saul Milton la compusieron, mientras que la producción quedó a cargo de Kennard y Milton bajo sus nombres artísticos, Chase & Status. Los críticos la compararon con varios otros artistas, debido a su composición y estilo, incluyendo Metallica y Katy B. También recibió comparaciones con su cuarto álbum de estudio Rated R (2009), debido a la composición de dubstep oscuro. Tras el lanzamiento de Talk That Talk en el Reino Unido y Corea del Sur, debutó en el puesto número 34, 122 y 85 en las listas UK R&B Chart, UK Singles Chart y South Korea Gaon International Chart, respectivamente.

## Grabación y producción
Terius Nash, James Hetfield, Lars Ulrich, Will Kennard, Saul Milton y Rihanna compusieron «Red Lipstick». La producción quedó a cargo de Kennard y Milton bajo sus nombres artísticos Chase & Status. Rihanna la grabó en varios estudios de grabación de todo el mundo durante su Loud Tour (2011), incluyendo Festhalle Venue Dressing Room, Fráncfort del Meno, Alemania y en The Park Hyatt Hotel, Room 341, Hamburgo, Alemania. Kuk Harrell y Marcos Tovar la grabaron. Jennifer Rosales sirvió como asistente de grabación vocal para Cardona y Tovar. Kevin «KD» Davis la mezcló, mientras que Calvin Bailiff la asistió, en The Boom Boom Room, Los Ángeles, California. Contiene samples de «Wherever I May Roam», compuesta por James Hetfield y Lars Ulrich en Creeping Death Music (ASCAP) y «Saxon», interpretada por Chase & Status con escrituras de Will Kennard y Saul Milton en Universal Music Publishing.

## Composición
Antes del lanzamiento de los créditos del álbum, Andrew Unterberger de Popdust la había comparado con «Wherever I May Roam» de Metallica (Metallica 1991), ya que Unterberger observó que los sintetizadores de apertura en la canción le recuerda a los riffs del comienzo de «Wherever I May Roam». Musicalmente, posee influencias de dubstep. La canción es uno de los pocos en Talk That Talk que cuenta con letras sugerentes abiertas, ya que incluye letras como «do you right here while the whole world watching» («tú estás justo aquí, mientras el mundo entero nos observa»). En el estribillo, Rihanna canta «Let me grab my dick while you sit on top» («Déjame agarrar mi polla mientras te sientas en la parte superior») con un tono agresivo. Líricamente, «Red Lipstick» es una canción acerca de las drogas y la presión de ser una celebridad, reflexionando los pensamientos acerca de «donde finaliza la privacidad, comienza lo público».

## Recepción

### Crítica

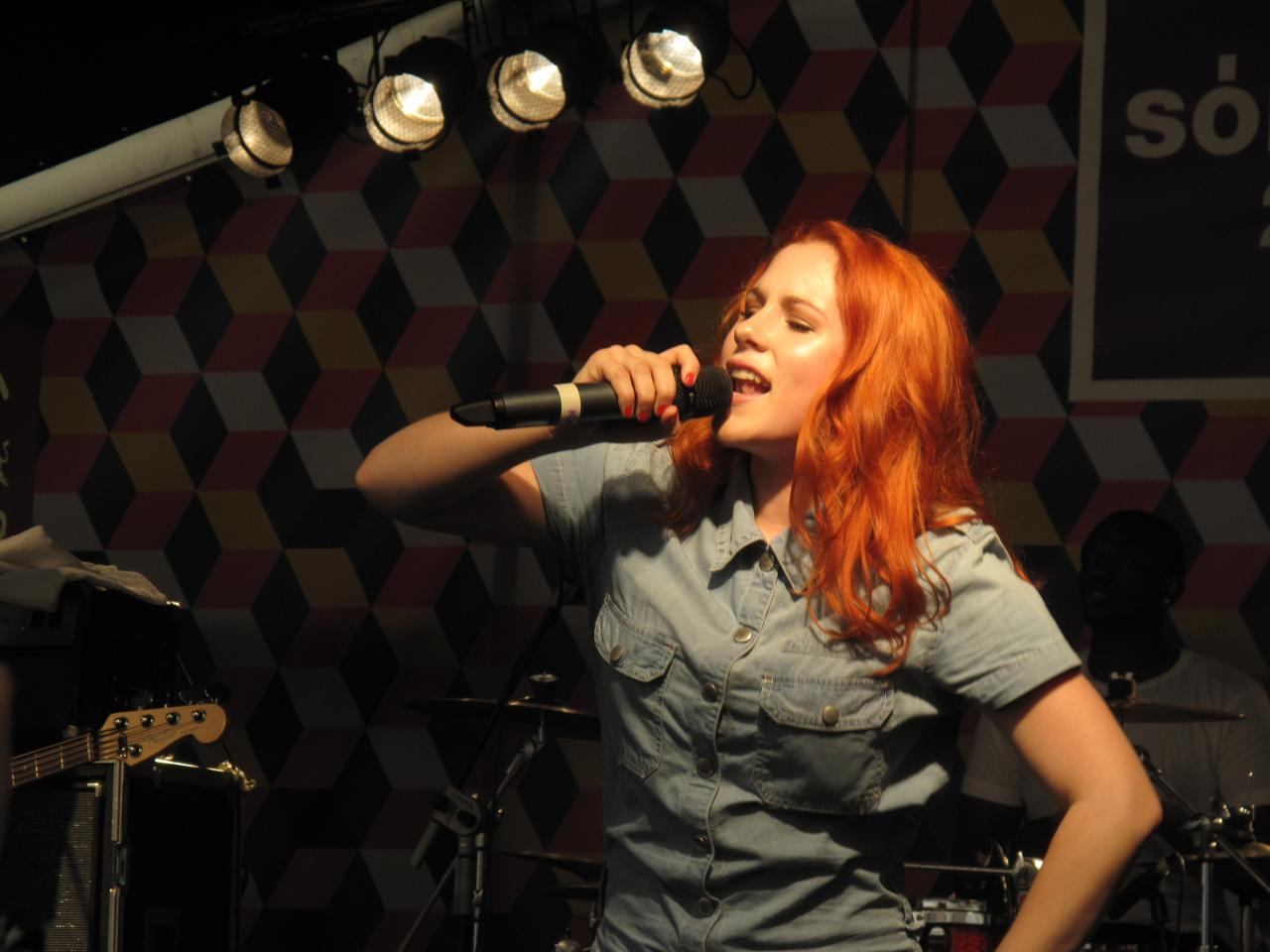
Priya Elan de NME comparó la canción a la cantautora inglesa Katy B (foto).

La canción recibió reseñas positivas de los críticos de la música. Michael Cragg de The Guardian escribió que «Red Lipstick» era una reminiscencia de las canciones que aparecen en su cuarto álbum de estudio Rated R (2009), con comparaciones específicas a «G4L» y «Wait Your Turn». Priya Elan de NME comentó que la canción sonaba como un corte de un álbum de Katy B, una cantautora inglesa cuya música se basa en los géneros R&B contemporáneo y house.

### Comercial
Tras el lanzamiento de Talk That Talk en Corea del Sur y el Reino Unido, alcanzó fuertes descargas digitales. Debutó en la posición ochenta y cinco de la lista South Korea Gaon International Chart el 26 de noviembre de 2011, con ventas de 6101 descargas digitales. También debutó en el puesto número 34 y 122 de las listas UK R&B Chart y UK Singles Chart, respectivamente.

## Listas
| País (Lista 2011)                                    | Mejor posición |
| ---------------------------------------------------- | -------------- |
| Corea del Sur (South Korea Gaon International Chart) | 85             |
| Reino Unido (UK R&B Chart)                           | 34             |
| Reino Unido (UK Singles Chart)                       | 122            |

## Créditos y personal
Grabación
- Grabado en Festhalle Venue Dressing Room, Fráncfort del Meno, Alemania y en The Park Hyatt Hotel, Room 341, Hamburgo, Alemania.
- Mezclado en The Boom Boom Room, Los Ángeles, California.

Samples
- Contiene elementos de la composición de «Wherever I May Roam», escrita por James Hetfield y Lars Ulrich en Creeping Death Music (ASCAP).
- Contiene elementos de la composición de «Saxon», interpretada por Chase & Status con escrituras de Will Kennard y Saul Milton en Universal Music Publishing.

Personal
- Composición – Terius Nash, Robyn Fenty, James Hetfield, Lars Ulrich, Will Kennard, Saul Milton
- Producción – Chase & Status
- Grabación e ingeniería vocal – Kuk Harrell, Marcos Tovar
- Asistente de grabación vocal – Jennifer Rosales
- Mezcla – Kevin «KD» Davis
- Asistente de mezcla – Calvin Bailiff

Créditos adaptados de notas del álbum de Talk That Talk, Def Jam Recordings, SRP Records.